# نيكولاس بوكلاند
نيكولاس بوكلاند (بالإنجليزية: Nicholas Buckland)‏ هو مصمم رقصات التزلج على الجليد ‏ بريطاني، ولد في 9 يونيو 1989 في نوتنغهام في المملكة المتحدة.

## وصلات خارجية
- الموقع الرسمي
- نيكولاس بوكلاند على موقع الاتحاد الدولي للتزلج (الإنجليزية)
- نيكولاس بوكلاند على موقع اللجنة الأولمبية الدولية (الإنجليزية)
- نيكولاس بوكلاند على موقع أوليمبيديا (الإنجليزية)
- نيكولاس بوكلاند على موقع اللجنة الأولمبية البريطانية (الإنجليزية)